# Soliman (éléphant)
Soliman (ou Suleyman ; en portugais : Salomão), né vers 1540 et mort le 18 décembre 1553, était un éléphant d'Asie (Elephas maximus maximus) qui a été présenté à l'archiduc Maximilien II de Habsbourg (plus tard roi de Bohême, roi de Hongrie et empereur des Romains) par le roi Jean III de Portugal et son épouse, Catherine d'Autriche, princesse de Habsbourg et sœur cadette de l'empereur Charles Quint. 

## Description
Ce jeune éléphant est né en captivité dans les écuries royales de Bhuvanekabahu VII, roi de Kotte (dans l'île de Ceylan). L’éléphant est venu à Lisbonne avec l’entourage de l’ambassadeur Sri Ramaraska Pandita de Kotte, envoyé au Portugal en mission diplomatique spéciale en 1542. La mission est considérée comme une duplication de l'ambassade tamoule en Europe, de Kudiramalai à l'empereur romain Claude, où Pline l'Ancien décrit comment les habitants du royaume de la côte ouest sont enchantés de l'éléphant et du tigre vers 47 apr. J.-C..  Le bébé éléphant était considéré comme un cadeau diplomatique pour les monarques portugais, Jean III et Catherine. 
Avant que Suleiman ne soit présenté à Maximilien II, il était destiné au petit-fils de Jean III, Don Carlos, prince des Asturies (1545-1568), fils aîné de Philippe II d'Espagne. L'éléphant a voyagé à pied avec une suite portugaise de Lisbonne et est arrivé à Aranda de Duero (Valladolid, Espagne) avant le 6 novembre 1549. Lorsque les soins et l'entretien de ce pachyderme se sont révélés trop coûteux et compliqués, l'éléphant a été adopté par Maximilien II, récemment marié en 1548 avec la sœur de Philippe II, Marie d'Autriche. Maximilien et Marie ont été régents d'Espagne de 1548 à 1551, en l'absence de l'empereur Charles V et de Philippe II, qui était en visite prolongée aux Pays-Bas (1549-1551). Connu en allemand sous le nom de « Soliman », il a été nommé d'après le sultan ottoman, Soliman le Magnifique. 
Suleiman a été transporté de la colonie portugaise de Kotte à Ceylan et de Goa en Inde à Lisbonne, puis à Valladolid, alors capitale de l'Espagne. Accompagné de Maximilien, de sa femme et de leurs deux enfants, ainsi que de leurs accompagnateurs, Suleiman fut expédié de Barcelone à Gênes , où il arriva le 12 novembre 1551, puis passa par la terre via Milan , Crémone et Mantoue. [réf. nécessaire]. Il atteignit Trent , où le concile de Trente venait juste de terminer sa réunion, le 13 décembre. Il a franchi le col du Brenner pour entrer en Autriche , où il a été transporté le long de l’ Inn et du Danube à Vienne. Il arriva à Innsbruck le 6 janvier pour la fête de l'Épiphanie et à Wasserburg le 24 janvier 1552. La procession entra à Vienne le 6 mars 1552. Une vague d'« enthousiasme » a suivi et Suleiman était un sujet d'inspiration pour les artistes et les poètes. Suleiman est installé dans la ménagerie de Schloß Kaiser-Ebersdorf, mais meurt dix-huit mois plus tard, en décembre 1553. 

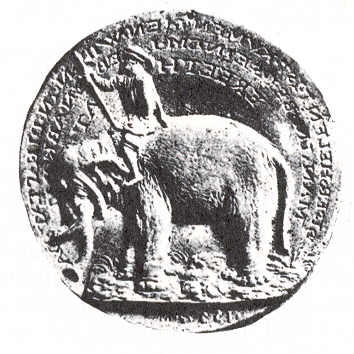
Médaillon de Suleiman par Michael Fuchs, 1554.

## Mort
Après la mort de Suleiman, un médaillon commémoratif a été attribué à Maximilien sur un dessin du sculpteur Michael Fuchs. Des parties de la carcasse de Suleiman ont été réparties autour du Saint-Empire romain germanique. Son pied avant droit et une partie d'une omoplate ont été donnés au maire de Vienne, Sebastian Huetstocker ; les os ont été façonnés dans une chaise qui réside actuellement à l'abbaye de Kremsmünster. La peau de l'éléphant fut bourrée et exposée à Kaiserebersdorf jusqu'à ce que Maximilien, en tant qu'empereur, la présente en cadeau à Albert V de Bavière, en 1572. Le pachyderme empaillé a survécu pendant des siècles dans les collections royales de Wittlesbach et à Kunstkammer dans la résidence de Munich. 
Après plus de cent ans au Musée national de Bavière à Munich, le corps de Suleiman empaillé a été transféré au Musée national de Bavière en 1928. Stocké dans une cave, le pachyderme empaillé historique a survécu aux bombardements de Munich sur la Seconde Guerre mondiale en 1943, pour être vendu après la guerre comme cuir. En raison de l'humidité présente dans le lieu de stockage, sa peau avait moisi.